# Eugamandus jamaicensis
Eugamandus jamaicensis là một loài bọ cánh cứng trong họ Cerambycidae.